# Băncești, Suceava
Băncești (în germană Banczestie) este un sat în comuna Mușenița din județul Suceava, Bucovina, România. Se află la o distanță de cca. 6 km vest de orașul Siret.
 Acest articol despre o localitate din județul Suceava este deocamdată un ciot. Puteți ajuta Wikipedia prin completarea lui.